# Вольф, Христиан фон
Хри́стиан фон Вольф (нем. Christian von Wolff; 24 января 1679 года, Бреслау, Силезия, Священная Римская империя — 9 апреля 1754 года, Галле, Саксония, Священная Римская империя) — немецкий учёный-энциклопедист, философ, юрист и математик, один из наиболее заметных философов в период после Лейбница и до Канта, основоположник языка немецкой философии. Учитель М. В. Ломоносова.

## Биография
Родился в бедной семье.
Изучал математику, физику и философию в Йенском университете.
В 1703 году получил звание приват-доцента в университете Лейпцига, где он читал лекции до 1706 года, когда ему предложили должность профессора математики и натуральной философии в Галле (до 1723 года). Вследствие обвинения в атеизме учёный был вынужден оставить должность и покинуть Пруссию. Он отправился в Гессен, где в 1724—1740 годах преподавал в Марбургском университете, профессор философии. В Марбурге в 1736—1739 годах учениками Х. Вольфа были М. В. Ломоносов и Д. И. Виноградов. В 1740 году король Фридрих II пригласил философа назад в Пруссию, где тот вновь начал преподавать в университете в Галле. В 1743 году Вольф стал ректором университета, на каковом посту и оставался до конца своих дней.
Как философ Вольф находился под большим влиянием Лейбница, с которым он был лично знаком и вёл переписку. Заслугой Вольфа считается систематизация центральных разделов философии Лейбница. Кроме того, его влияние испытала традиция рационализма. Разработанная им и предельно чётко изложенная в его трудах онто-теологическая концепция вольфианства (англ. wolffianism), представляющая собой ветвь лейбницианства, являлась доминирующей философской системой в Германии середины XVIII века, несмотря на многочисленные нападки оппонентов, например Иоахима Ланге. Впоследствии её подверг решительной критике Иммануил Кант.
Христиан Вольф был иностранным членом Берлинской (1711), Парижской (1733) и Петербургской Академий наук (1725, почётный), а также членом Лондонского Королевского научного общества (1710). При жизни он пользовался известностью и авторитетом в учёных кругах.

## Творчество
Не будучи по-настоящему оригинальным мыслителем и учёным, Вольф, тем не менее, отличался поистине энциклопедической образованностью, чёткостью формулировок, тщательностью и педантичностью анализа.
Х. Вольфу принадлежат также несколько руководств по математике, оказавших сильное влияние на организацию преподавания этой дисциплины в Германии и России. Особое значение имел изданный им в 1716 году в Лейпциге «Математический лексикон» («Mathematisches Lexikon»). Хотя специализированные математические словари появились ещё в последней трети XVII века («Математический лексикон» итальянца Дж. Витали, 1668; «Доступная математика или Математический словарь» англичанина Дж. Моксона, 1679; «Математический словарь» француза Ж. Озанама, 1690), все они были весьма ограничены по объёму и давали довольно-таки фрагментарные сведения. Труд Вольфа был первым математическим словарём по-настоящему энциклопедического охвата.
Логику Вольф определял как пропедевтику философии, изучающую познавательную способность отличать истину от ошибки в рассуждении. 
Логику он делил на теоретическую, в которой исследовались формы мышления и  практическую, в которой изучались вопросы  о критериях истины.
В познании он различал три ступени: понятие, суждение и умозаключение.
Суждение состоит из двух понятий, умозаключение есть образование из данных суждений нового суждения. Индукция сводится им к разновидности категорического силлогизма.
В своих трудах Вольф исследует как математические так и логические доказательства. В качестве основы доказательства он признавал определения, данные опыта, аксиомы, постулаты и ранее доказанные тезисы. Он изучал предложения (суждения), конъюнктивные и дизъюнктивные суждения, операции с объёмами понятий, систематически усматривая проявления в мыслительных операциях  закон достаточного основания, противоречия и закон исключённого третьего. 
Вольф полагал, что законы мышления имеют онтологический характер. Закон противоречия, который он называл  наивысшим принципом, интерпретировался им следующим образом: «Одна и та же вещь не может одновременно быть и не быть». Онтологически звучит и формулировка закона достаточного основания:  «Всё существующее имеет своё достаточное основание, почему оно скорее есть чем не есть».
Христиан фон Вольф считается крупным представителем естественного права и основателем юриспруденции понятия XIX века (то есть юриспруденции, исходящей из посылки, что правопорядок состоит из закрытой системы норм). Именно Вольф заложил основы философской терминологии немецкого языка; многие определённые им слова немецкого языка, такие как Bedeutung (значение), Aufmerksamkeit (внимание), an sich (сам по себе, в себе), вошли позднее в повседневный язык.

## Труды
- 1720: Vernünftige Gedanken von Gott, der Welt und des Menschen (Разумные мысли о Боге, мире и человеке)
- 1721: Vernünftige Gedanken von dem gesellschaftlichen Leben der Menschen (Разумные мысли об общественной жизни человека)
- 1728: Philosophia rationalis sive logica
- 1732: Psychologia Empirica
- 1737: Theologia naturalis
- Institutiones Iuris Naturae et Gentium
- 1746: Вольфианская экспериментальная физика с немецкого подлинника на латинском языке сокращённая, с которого на русский язык перевёл Михайл Ломоносов, Императорской академии наук член и химии профессор
- 1765: Logika, oder Vernünftige Gedanken von den Kraften den menschlichen Verstanden (Логика, или разумные мысли о силах человеческого рассудка)